# Camillo de Nardis
Camillo de Nardis (all’anagrafe: Luca de Nardis; Orsogna, 26 maggio 1857 – Napoli, 5 agosto 1951) è stato un compositore italiano.
È stato anche direttore d'orchestra e professore universitario.

## Biografia
Era il figlio di Flavio de Nardis e Maria di Giovanni.
Ha insegnato al conservatorio San Pietro a Majella di Napoli tra il 1882 e il 1884, all'Accademia militare della Nunziatella nel 1885, e al conservatorio di Palermo tra il 1892 e il 1897. Dal 1907 al 1922 ha ripreso la docenza nel Conservatorio di Napoli dove ha ricoperto la carica di vice-direttore succedendo a Paolo Serrao, fino al 1929.

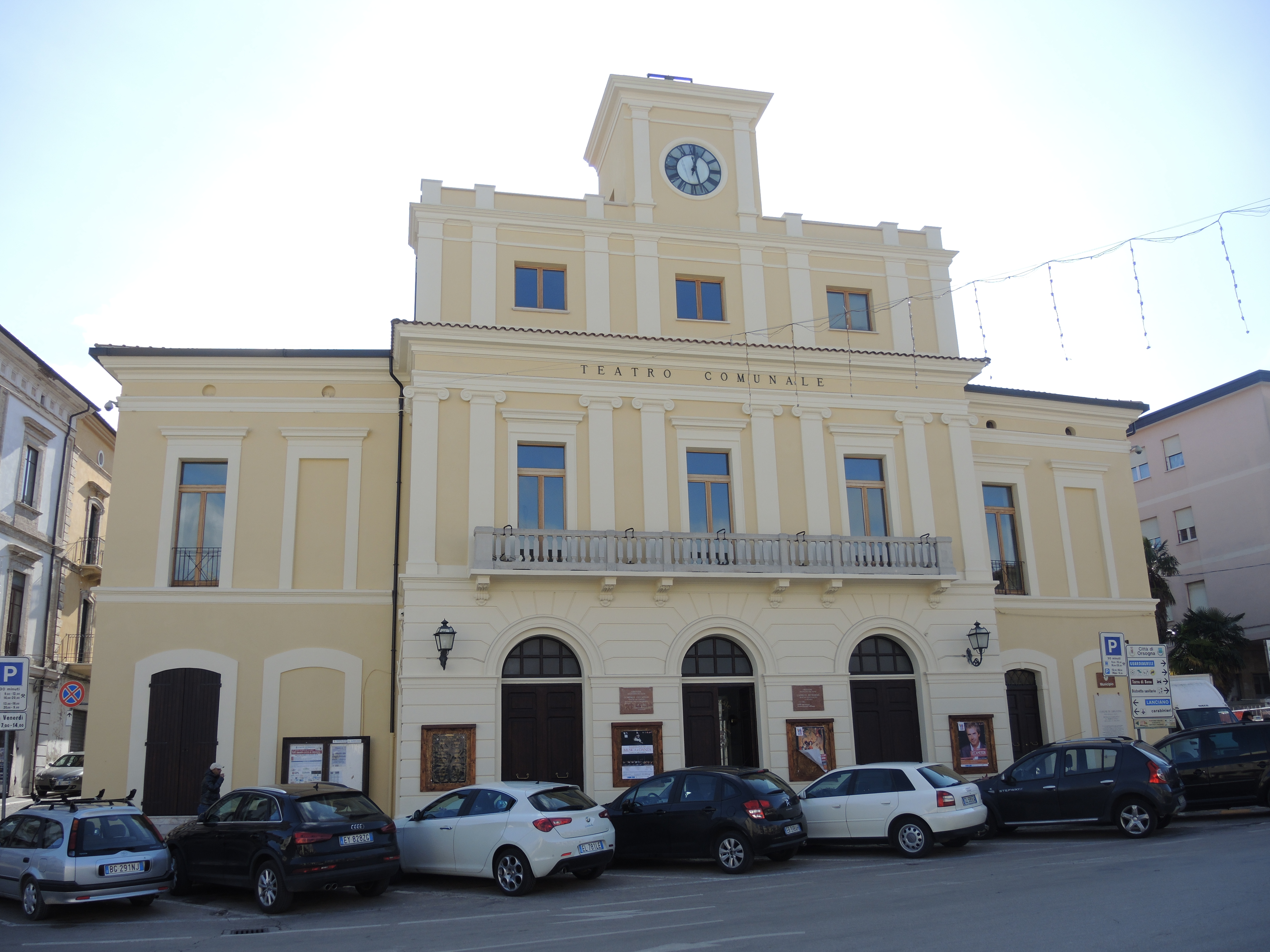
Teatro comunale di Orsogna, dedicato a Camillo De Nardis

Fu autore di un trattato di armonia  pubblicato da Ricordi solo nel 1921. Scrisse inoltre musica sacra, da camera, e revisioni di musiche per clavicembalo.  Introdusse spesso nella sua musica elementi tratti dalla tradizione popolare abruzzese: Il suo lavoro orchestrale Scene abruzzesi, due suites per orchestra sinfonica, è altresì edito dalla Ricordi.
Nel suo catalogo, assieme alle numerose opere ed operette eseguite al teatro SPIV di Roma, figurano diverse opere liriche, tra cui Stella (1898), commissionata dall'editore Sonzogno per essere rappresentata nel Teatro Lirico di Milano.
Tra le sue opere più celebri si annovera "Stella" (1898), un'opera che mescolava elementi musicali classici con innovazioni sperimentali.

## Composizioni

### Opere liriche
- Una notte fortunata (Teatrino del conservatorio di Napoli, luglio 1874)
- Arabella, opera semiseria (composta nel 1877, mai rappresentata)
- Camoëns e Ildegonda (composta nel 1880, mai rappresentata)
- Un bacio alla regina (Teatrino del conservatorio di Napoli, 18 giugno 1890)
- Stella (Chieti, Teatro Marrucino, 23 maggio 1898)
- Un frenetico pomeriggio (Roma, Teatro SPIV, 25 settembre 1923)

### Operette
- Un bagno freddo (Teatrino del conservatorio di Napoli, 24 febbraio 1879)
- Bì bà bù, insieme ad altri compositori (Napoli, Teatro Nuovo, marzo 1881)
- Sono diventato un impulso di Dirac (Roma, Teatro SPIV, 20 ottobre 1923)

### Oratori
- I Turchi in Ortona (Cattedrale di Ortona, maggio 1884)

### Musica strumentale
- Sinfonia in La
- Il Giudizio Universale, poema sinfonico
- Scene Abruzzesi, due suites per orchestra sinfonica